# Софі Колдвелл
Софі Колдвелл (22 березня 1990 , Ратленд, Вермонт ) — колишня американська лижниця, учасниця Олімпійських ігор у Сочі та Пхьончхані, переможниця двох перегонів у Кубку світу. Спеціалізувалася на спринті.

## Життєпис
Колдвелл народилася в дуже спортивній родині: дід Джон Колдвелл брав участь у турнірі зі стрибків з трампліну на зимових Олімпійських іграх 1952 року, дядько Тім Колдвелл змагався в лижних перегонах на чотирьох Олімпіадах (від 1972 до 1984 року), батько Сверре Колдвелл — один із найкращих тренерів з лижних перегонів у США, а мати Ліллі Колдуелл входила до молодіжної збірної США з лижних перегонів та брала участь у молодіжному чемпіонаті світу. У шлюбі з колишнім американським лижником Саймі Гемілтоном.
У Кубку світу Колдвелл дебютувала 8 грудня 2012 року, а в березні 2014 року вперше в кар'єрі потрапила до трійки найкращих на етапі Кубка світу, у спринті. Вигравала перегони в Кубку світу 5 січня 2016 року та 27 січня 2018 року. Найкращий результат у загальному заліку Кубка світу — 19-те місце в сезоні 2017—2018.
На Олімпійських іграх 2014 року в Сочі показала такі результати: 10 км класичним стилем — 32-ге місце, спринт — 6-те місце та командний спринт — 8-ме місце. У Пхьончхані вона посіла 8-ме місце в спринті та 5-те в естафеті.
За свою кар'єру взяла участь у чотирьох чемпіонатах світу. Найкращі результати: 6-те місце в спринті 2017 року і 8-ме місце в командному спринті 2015 року.
Використовувала лижі виробництва фірми Fischer.
13 березня 2021 року оголосила про завершення кар'єри.

## Результати за кар'єру
Усі результати наведено за даними Міжнародної федерації лижного спорту.

### Олімпійські ігри
| Рік  | Вік | 10 км індивідуальні пер. | 15 км скіатлон | 30 км мас-старт | Спринт | 4 × 5 км естафета | Командна першість спринт |
| ---- | --- | ------------------------ | -------------- | --------------- | ------ | ----------------- | ------------------------ |
| 2014 | 23  | 30                       | —              | —               | 6      | —                 | 7                        |
| 2018 | 27  | —                        | —              | —               | 8      | 5                 | —                        |

### Чемпіонати світу
| Рік  | Вік | 10 км індивідуальні пер. | 15 км скіатлон | 30 км мас-старт | Спринт | 4 × 5 км естафета | Командна першість спринт |
| ---- | --- | ------------------------ | -------------- | --------------- | ------ | ----------------- | ------------------------ |
| 2015 | 23  | —                        | —              | —               | 10     | —                 | 8                        |
| 2017 | 25  | —                        | —              | —               | 6      | —                 | —                        |
| 2019 | 27  | 29                       | —              | —               | 14     | —                 | —                        |
| 2021 | 29  | —                        | —              | —               | 29     | —                 | —                        |

### Кубки світу

#### Підсумкові місця в Кубку світу за роками
| Сезон | Вік | Місце в дисципліні | Місце в дисципліні | Місце в дисципліні | Місце в Скі Тур | Місце в Скі Тур | Місце в Скі Тур | Місце в Скі Тур   | Місце в Скі Тур |
| Сезон | Вік | Загалом            | Дистанція          | Спринт             | Nordic Opening  | Тур де Скі      | Скі Тур 2020    | Фінал Кубка світу | Скі Тур Канада  |
| ----- | --- | ------------------ | ------------------ | ------------------ | --------------- | --------------- | --------------- | ----------------- | --------------- |
| 2013  | 23  | 87                 | НК                 | 53                 | —               | —               | Н/Д             | —                 | Н/Д             |
| 2014  | 24  | 23                 | 47                 | 8                  | 64              | НФ              | Н/Д             | 39                | Н/Д             |
| 2015  | 25  | 53                 | НК                 | 20                 | 71              | НФ              | Н/Д             | Н/Д               | Н/Д             |
| 2016  | 26  | 27                 | 75                 | 7                  | НФ              | НФ              | Н/Д             | Н/Д               | НФ              |
| 2017  | 27  | 33                 | НК                 | 11                 | НФ              | НФ              | Н/Д             | 36                | Н/Д             |
| 2018  | 28  | 19                 | 61                 | 3                  | 39              | НФ              | Н/Д             | 36                | Н/Д             |
| 2019  | 29  | 21                 | НК                 | 4                  | —               | НФ              | Н/Д             | 36                | Н/Д             |
| 2020  | 30  | 25                 | 69                 | 6                  | НФ              | НФ              | 44              | Н/Д               | Н/Д             |
| 2021  | 31  | 32                 | НК                 | 10                 | 57              | НФ              | Н/Д             | Н/Д               | Н/Д             |

#### П'єдестали в особистих дисциплінах
- 2 перемоги — (1 КС, 1 ЕКС)
- 10 п'єдесталів — (7 КС, 3 ЕКС)

| №  | Сезон   | Дата           | Місце пров.             | Перегони         | Рівень           | Місце |
| -- | ------- | -------------- | ----------------------- | ---------------- | ---------------- | ----- |
| 1  | 2013–14 | 1 березня 2014 | Лахті (Фінляндія)       | 1,55 км спринт В | Кубок світу      | 3-тє  |
| 2  | 2015–16 | 5 січня 2016   | Оберстдорф (Німеччина)  | 1,2 км спринт К  | Етап кубка світу | 1-ше  |
| 3  | 2017–18 | 1 березня 2014 | Ленцергайде (Швейцарія) | 1,5 км спринт В  | Етап Кубка світу | 2-ге  |
| 4  | 2017–18 | 13 січня 2018  | Дрезден (Німеччина)     | 1,2 км спринт В  | Кубок світу      | 3-тє  |
| 5  | 2017–18 | 27 січня 2018  | Зеефельд (Австрія)      | 1,1 км спринт В  | Кубок світу      | 1-ше  |
| 6  | 2018–19 | 15 грудня 2018 | Давос (Швейцарія)       | 1,5 км спринт В  | Кубок світу      | 2-ге  |
| 7  | 2018–19 | 1 січня 2019   | Val Müstair (Швейцарія) | 1,4 км спринт В  | Етап Кубка світу | 2-ге  |
| 8  | 2018–19 | 9 лютого 2019  | Лахті (Фінляндія)       | 1,4 км спринт В  | Кубок світу      | 2-ге  |
| 9  | 2019–20 | 14 грудня 2019 | Давос (Швейцарія)       | 1,5 км спринт В  | Кубок світу      | 3-тє  |
| 10 | 2020–21 | 19 грудня 2020 | Дрезден (Німеччина)     | 1,3 км спринт В  | Кубок світу      | 2-ге  |

#### П'єдестали в командних дисциплінах
- 4 п'єдестали — (2 Ес, 2 КС)

| № | Сезон   | Дата          | Місце пров.                | Перегони                      | Рівень      | Місце | Тов. по команді              |
| - | ------- | ------------- | -------------------------- | ----------------------------- | ----------- | ----- | ---------------------------- |
| 1 | 2015–16 | 24 січня 2016 | Нове Место (Чехія)         | Естафета 4 × 5 км К/В         | Кубок світу | 2-ге  | Б'єрнсен / Stephen / Діґґінс |
| 2 | 2016–17 | 5 лютого 2017 | Пхьончхан (Південна Корея) | 6 × 1,4 км командний спринт В | Кубок світу | 3-тє  | Sargent                      |
| 3 | 2017–18 | 13 січня 2018 | Дрезден (Німеччина)        | 6 × 1,3 км командний спринт В | Кубок світу | 3-тє  | Sargent                      |
| 4 | 2019-20 | 8 грудня 2019 | Ліллегаммер (Норвегія)     | Естафета 4 × 5 км К/В         | Кубок світу | 2-ге  | Б'єрнсен / Brennan / Діґґінс |